# SPV (label)
SPV GmbH, kortweg SPV (Schallplatten Produktion und Vertrieb), is een Duits platenlabel. Het label werd op 1 januari 1984 opgericht door Manfred Schütz en was in 2009 een van de grootste distributie- en platenlabels ter wereld in de heavy metal. SPV was vanaf de oprichting onafhankelijk, maar op 25 mei 2009 werd een faillissementsaanvraag ingediend. Twee dagen later werd een curator aangesteld, maar het bedrijf bleef haar reguliere werkzaamheden voortzetten. Na een flinke afslanking en het aangaan van een samenwerking met Sony Music, ging SPV vanaf eind 2009 met een nieuwe staf verder, vooral gericht op het benutten van de mogelijkheden van het dan bestaande aanbod.
Drie jaar later wordt de faillissementsaanvraag ingetrokken en stelt een team investeerders de toekomst van SPV veilig. Met behoud van de artiesten en bands in het al langer aangeboden genre, maar ook inspelend op nieuwe trends binnen de muziekwereld.
In november 2020 werd het label overgenomen door Napalm Records.

## Sublabels
SPV heeft acht sublabels:
- Steamhammer (heavy metal en hardrock);
- Long Branch Records (alternatieve rock, indierock, progressieve rock, progressieve metal en metalcore);
- Oblivion (darkwave en gothicrock);
- SPV Recordings (pop en rock);
- Ca$h Machine Records (hiphop);
- Synthetic Symphony;
- Yellow Label;
- Laute Helden.

## Artiesten bij SPV en sublabels (selectie)
- Sepultura
- Arena
- Kreator
- Rhapsody of Fire
- Sodom
- Evildead
- Angra
- Eric Burdon
- Blackmore's Night
- Whitesnake
- Tommy Lee
- Doro
- Helloween
- Kamelot
- Iced Earth
- Moonspell
- Anne Clark
- Vicious Rumors
- Saxon
- Sodom
- Pro-Pain
- Monster Magnet
- Skinny Puppy
- Magnum
- Judas Priest
- Fit for an Autopsy
- Kaiser Chiefs
- Lynyrd Skynyrd
- Bad Religion
- Saltatio Mortis
- Yngwie Malmsteen
- Zebrahead
- Paul Rodgers
- Fargo
- Gamma Ray